# Teuthowenia maculata
Teuthowenia maculata är en bläckfiskart som först beskrevs av Leach 1817.  Teuthowenia maculata ingår i släktet Teuthowenia och familjen Cranchiidae. Inga underarter finns listade i Catalogue of Life.